# Difenil disolfuro
Il difenil disolfuro è un composto chimico con formula (C6H5S)2. Questo materiale cristallino incolore è spesso abbreviato con la formula Ph2S2. È uno dei disolfuri organici più comunemente riscontrati nella sintesi organica. Una lieve contaminazione col tiofenolo è responsabile dell'odore sgradevole associato a questo composto.

## Preparazione e struttura
Il difenil disolfuro viene solitamente preparato dall'ossidazione del tiofenolo:
{\displaystyle {\ce {2PhSH\ +\ I2->Ph2S2\ +\ 2HI}}}
Il perossido di idrogeno può anche essere usato come ossidante. Il difenil disolfuro viene preparato raramente in laboratorio perché è poco costoso e il precursore ha un odore sgradevole.
Come la maggior parte dei disolfuri organici, il nucleo C–S–S–C del difenil disolfuro è non-planare con un angolo diedro che si avvicina a 85°.

## Reazioni
Il difenil disolfuro è utilizzato principalmente nella sintesi organica come fonte del sostituente PhS. Una tipica reazione comporta la formazione di composti carbonilici PhS-sostituiti attraverso l'enolato:
{\displaystyle \mathrm {RC(O)CHLiR'+Ph2S2\to RC(O)CH(SPh)R'+LiSPh} }

### Riduzione
Il difenil disolfuro subisce una riduzione, una reazione caratteristica dei disolfuri:
{\displaystyle {\ce {Ph2S2\ +\ 2M->2MSPh\,\,\,\,(M=Li,Na,K)}}}
Anche i reagenti idruro come il boroidruro di sodio (NaBH4) e il trietilboroidruro di litio possono essere usati come riducenti. I sali PhSM sono fonti del potente nucleofilo PhS−. La maggior parte degli alogenuri alchilici converte il difenil disolfuro in tioeteri con la formula generale RSPh. Analogamente, la protonazione di MSPh dà tiofenolo:
{\displaystyle {\ce {PhSM\ +\ HCl->HSPh\ +\ MCl}}}

### Clorazione
Il difenil disolfuro reagisce con il cloro per dare cloruro di fenilsulfenil (PhSCl). Questa specie è alquanto difficile da isolare, quindi di solito viene generata in situ.

### Catalizzatore per la fotoisomerizzazione degli alcheni
Il difenil disolfuro catalizza l'isomerizzazione cis-trans degli alcheni sotto irraggiamento UV.

### Ossidazione
L'ossidazione del difenil disolfuro con tetracetato di piombo (Pb(OAc)4) in metanolo fornisce l'estere solfinito PhS(O)OMe